# Велика Ушиця
Велика Ушиця — річка в Україні, в Гайсинському районі Вінницької області, права притока Кравчику (басейн Південного Бугу).

## Опис
Довжина річки 5 км, площа басейну 12,5 км².

## Розташування
Бере початок у селі Червоне. Тече переважно на південний схід і у Слобідці впадає у річку Кравчик, ліву притоку Південного Бугу.